# Liberale Partij (Brazilië)
De Liberale Partij (Portugees: Partido Liberal) was en is een politieke partij in Brazilië. De eerste Liberale Partij bestond in de negentiende eeuw tijdens het Keizerrijk Brazilië, de tweede Liberale Partij werd in 1985 opgericht en is zowel in de Kamer van Afgevaardigden als de Federale Senaat vertegenwoordigd.

## Eerste Liberale Partij
Samen met haar grote concurrent, de Conservatieve Partij (Partido Conservador, PC) bepaalde de Liberale Partij grotendeels de politieke koers ten tijde van het keizerrijk.
De PL werd in 1836 opgericht uit protest tegen het autocratische bewind van de keizers (Peter I van Brazilië en diens opvolger Peter II. De liberalen waren voorstanders van een constitutionele monarchie en vertegenwoordigden vooral de stedelijke middenklasse. De partij zelf werd over het algemeen wel geleid door rijke grootgrondbezitters en de adel. De partij was tegen de slavernij en verschilde op dit punt sterk met haar rivaal, de PC.
In 1863 scheidde de linkervleugel zich van de PL af en vormde de Progressieve Partij (Partido Progressista, PP). In 1868 herenigden de PL en de PP. In 1869 scheidden zich evenwel opnieuw een vleugel van de PL af en werd de Nieuwe Liberale Partij (PNL). In 1882 vond opnieuw een afscheiding plaats en de Progressieve Partij.

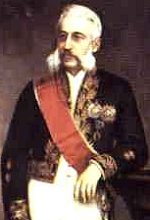
Alfonso Celso de Assis Figuieredo, Visconde de Ouro Preto (1836-1912), de laatste liberale premier van het Keizerrijk Brazilië

Tot het einde van het keizerrijk bleven de liberalen een machtige partij. In 1888 schafte keizer Peter II van Brazilië de slavernij af en zo werd een belangrijk programmapunt van de liberalen verwezenlijkt. Op 7 juni 1889 benoemde keizer Peter II de liberale leider Alfonso Celso de Assis Figueiredo, visconde de Ouro Preto tot premier. De Visconde de Ouro Preto zou de laatste premier van keizerrijk zijn. Op 15 november 1889 werd er een staatsgreep gepleegd door militairen onder leiding van maarschalk Deodoro da Fonseca. Een dag later werd de Republiek Brazilië uitgeroepen. Visconde de Ouro Preto, net als veel liberalen, een overtuigd monarchist, stapte uit de politiek. De PL werd ontbonden. Enkele liberalen - zo ook enkele conservatieven - sloten zich bij de nieuwe republiek aan en zouden nog een rol van betekenis gaan spelen in de eerste jaren van de republiek.

### DeRepublikeinse Partijals afscheiding van de PL
In 1870 trad een groep republikeinen uit de PL. Deze groep, bestaande uit intellectuelen, doordrenkt met de ideeën van de Verlichting (enkelen waren sterk beïnvloed door het positivisme van Auguste Comte) vormden de Republikeinse Partij (Partido Republicano, PR). De republikeinen waren voorstanders van de afschaffing van de monarchie en de stichting van een republiek. In het begin stelde de PR niet veel voor. Zij bezat slechts enkele zetels in het Braziliaanse parlement. Later nam haar invloed toe. Zeker nadat ontheemde liberalen en conservatieven zich tot het republicanisme bekeerden.

## Tweede Liberale Partij
In 1985 werd door enkele liberaal georiënteerde conservatieven de Liberale Partij opgericht. De partij is overigens niet verwant aan haar negentiende-eeuwse voorganger. Leden van de Igreja Universal do Reino de Deus (Universele Kerk van het Koninkrijk Gods) stonden voorheen op de kandidatenlijsten van de PL, maar dit is niet meer het geval nu deze kerk haar eigen partij heeft opgericht, de Braziliaanse Republikeinse Partij (Partido Republicano Brasileiro, PRB).
De PL steunt president Luz Inacio Lula da Silva en diens beleid. Bij de Braziliaanse verkiezingen van 6 oktober 2002 verwierf de PL 26 van de 513 zetels in de Kamer van Afgevaardigden en 3 van de 81 zetels in de Federale Senaat. Bij de verkiezingen van 1 oktober 2006 behaalde de PL 4,4% van de stemmen, goed voor 23 zetels in de 513 zetels tellende Kamer van Afgevaardigden. Het zetelaantal in de Federale Senaat bleef gelijk aan dat van 2002.

### Verkiezingsuitslagen 2002 - 2006 (Kamer van Afgevaardigden)
| 2002 | 26 | 513 |
| 2006 | 23 | 513 |

## Derde Liberale Partij

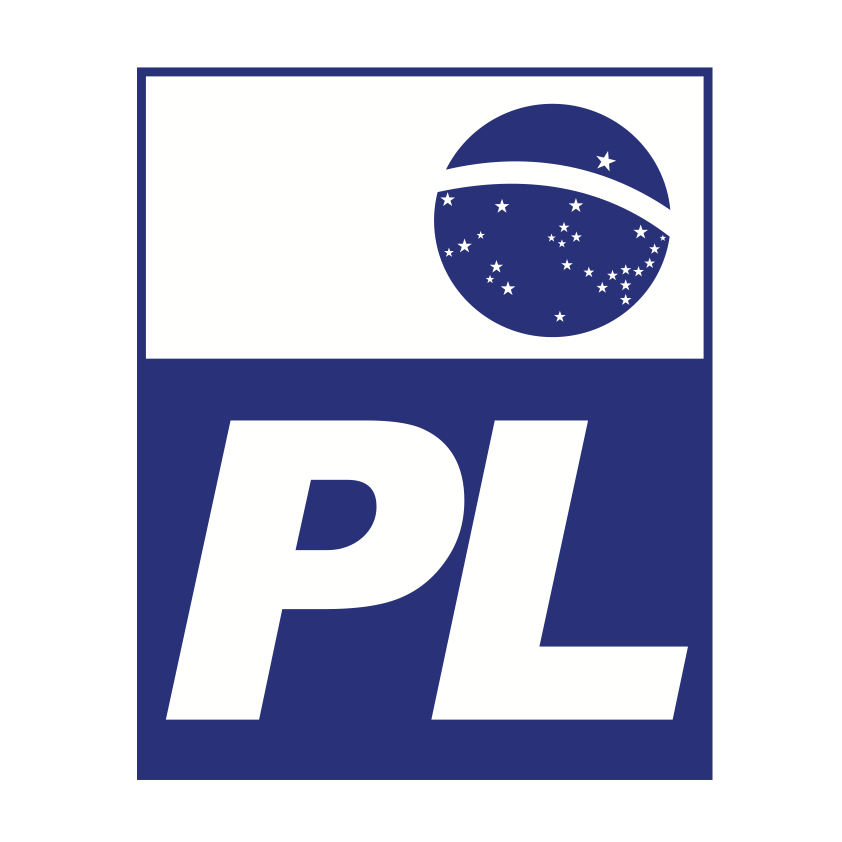
Logo in 2022

Uit de fusie tussen de PL en PRONA op 26 oktober 2006 ontstond de Partido da República (PR). In 2019 werd de naam van de partij opnieuw gewijzigd naar de huidige Partido Liberal (PL). De Tribunal Superior Eleitoral (TSE) bevestigde de naamswijziging op 17 mei 2019.

## Verwijzing
1. ↑  Peter II volgde in 1831 zijn vader Peter I op als keizer. Hij was een verlicht despoot, liberaal zelfs, maar hij regeerde de eerste tien jaar - omdat hij minderjarig was - niet zelf. Zijn regenten waren behoudende, restauratieve figuren